# Mistrzostwa Świata w Hokeju na Lodzie Kobiet 2011/V Dywizja
Mistrzostwa Świata w Hokeju na Lodzie Kobiet Piątej Dywizji 2011 odbyły się w stolicy Bułgarii – Sofii, w terminie od 14 marca 2011 do 19 marca 2011. Był to pierwszy w historii turniej piątej dywizji światowego czempionatu hokeistek. W zawodach wzięło udział 5 reprezentacji, w tym po raz pierwszy: Polska, Hiszpania oraz Irlandia.
Turniej rozegrano w formule każdy z każdym, a jego zwycięzca uzyskiwał kwalifikację do mistrzostw świata wyższej dywizji w 2012 r. Z uwagi na fakt, że był to najniższy poziom mistrzostw świata, nikt nie spadł do niższej dywizji.
Wszystkie spotkania rozegrano w Zimowym Pałacu Sportu w Sofii, mogącym pomieścić 4600 widzów.

## Tabela
M = liczba rozegranych spotkań, W = Wygrane, WpD = Wygrane po dogrywce lub karnych, PpD = Porażki po dogrywce lub karnych, P = Porażki (ogółem), G+ = Gole strzelone, G- = Gole stracone, Pkt = Liczba zdobytych punktów, +/- Różnica bramek,       = awans do IV dywizji,       = pozostanie w V dywizji
| Zespół    | M | W | WpD | PpD | P | G + | G - | Pkt | +/- |
| --------- | - | - | --- | --- | - | --- | --- | --- | --- |
| Polska    | 4 | 3 | 1   | 0   | 0 | 61  | 4   | 11  | +57 |
| Hiszpania | 4 | 3 | 0   | 1   | 0 | 32  | 5   | 10  | +27 |
| Bułgaria  | 4 | 2 | 0   | 0   | 2 | 5   | 27  | 6   | -22 |
| Turcja    | 4 | 1 | 0   | 0   | 3 | 4   | 23  | 3   | -19 |
| Irlandia  | 4 | 0 | 0   | 0   | 4 | 0   | 43  | 0   | -43 |

## Wyniki
| 14 marca 2011 | Polska | 23:0 | Irlandia | Zimowy Pałac Sportu, Sofia |

| Szczegóły      | Szczegóły | Szczegóły       | Szczegóły | Szczegóły                                  |
| -------------- | --- | --------------- | --------- | ------------------------------------------ |
| Godzina: 13:30 | Aleksandra Berecka 00:18 (EQ) Katarzyna Frąckowiak 06:09 (EQ) Marta Bigos 10:51 (EQ) Magdalena Szynal 11:22 (EQ) Sylwia Bielas 14:29 (EQ) Karolina Późniewska 16:55 (EQ) Ewelina Czarnecka 17:29 (EQ) Marta Bigos 21:07 (EQ) Magdalena Szynal 24:50 (EQ) Magdalena Szynal 24:59 (EQ) Małgorzata Ślimak 28:58 (EQ) Magdalena Szynal 29:40 (EQ) Aleksandra Berecka 31:31 (EQ) Magdalena Czaplik 35:49 (EQ) Aleksandra Berecka 37:00 (EQ) Aleksandra Berecka 38:03 (EQ) Magdalena Czaplik 40:31 (EQ) Magdalena Nowacka 41:25 (EQ) Magdalena Szynal 42:36 (EQ) Magdalena Szynal 51:56 (EQ) Izabela Malinowska 53:49 (EQ) Ewelina Czarnecka 55:49 (EQ) Izabela Malinowska 58:40 (EQ) | (7:0, 9:0, 7:0) |           | Widzów: 125 Sędzia główny: Mária Zemiaková |

| 14 marca 2011 | Bułgaria | 2:1 | Turcja | Zimowy Pałac Sportu, Sofia |

| Szczegóły      | Szczegóły                                                | Szczegóły       | Szczegóły              | Szczegóły                                 |
| -------------- | -------------------------------------------------------- | --------------- | ---------------------- | ----------------------------------------- |
| Godzina: 17:30 | Regina Owczarova 10:37 (EQ) Stefani Stohanova 49:07 (PP) | (1:1, 0:0, 1:0) | 12:21 (PP) Ilkim Uygun | Widzów: Jerilyn Glenn Sędzia główny: 1200 |

| 15 marca 2011 | Turcja | 0:7 | Hiszpania | Zimowy Pałac Sportu, Sofia |

| Szczegóły      | Szczegóły | Szczegóły       | Szczegóły | Szczegóły                                 |
| -------------- | --------- | --------------- | --- | ----------------------------------------- |
| Godzina: 13:30 |           | (0:1, 0:1, 0:5) | 13:27 (PP) Vanessa Abrisqueta 25:32 (EQ) Lorena Ortuño 41:45 (EQ) Alejandra Rodríguez 45:16 (EQ) Alejandra Rodríguez 53:57 (EQ) Lorena Ortuño 54:58 (EQ) Clara Hernández 57:03 (SH) Laura Alvarado | Widzów: 42 Sędzia główny: Mária Zemiaková |

| 15 marca 2011 | Polska | 19:0 | Bułgaria | Zimowy Pałac Sportu, Sofia |

| Szczegóły      | Szczegóły | Szczegóły       | Szczegóły | Szczegóły                                      |
| -------------- | --- | --------------- | --------- | ---------------------------------------------- |
| Godzina: 17:00 | Ewelina Czarnecka 06:48 (EQ) Marta Bigos 07:54 (EQ) Karolina Późniewska 08:30 (EQ) Katarzyna Frąckowiak 11:35 (PP) Karolina Późniewska 19:35 (PP) Marta Bigos 20:35 (EQ) Magdalena Szynal 25:21 (EQ) Małgorzata Gałuszka 27:13 (EQ) Izabela Malinowska 27:39 (EQ) Karolina Późniewska 32:47 (EQ) Magdalena Szynal 33:11 (EQ) Marta Bigos 33:22 (EQ) Marta Bigos 38:33 (EQ) Magdalena Szynal 48:52 (EQ) Magdalena Szynal 49:51 (EQ) Agnieszka Pióro 50:41 (EQ) Agnieszka Grzymiesławska 51:23 (EQ) Karolina Późniewska 56:13 (EQ) Marta Bigos 59:40 (SH) | (5:0, 8:0, 6:0) |           | Widzów: 542 Sędzia główny: Jacqueline Spresser |

| 16 marca 2011 | Irlandia | 0:3 | Turcja | Zimowy Pałac Sportu, Sofia |

| Szczegóły      | Szczegóły | Szczegóły       | Szczegóły                                                               | Szczegóły                                     |
| -------------- | --------- | --------------- | ----------------------------------------------------------------------- | --------------------------------------------- |
| Godzina: 13:30 |           | (0:3, 0:0, 0:0) | 08:59 (EQ) Didem Aydoğdu 11:15 (EQ) Refika Yılmaz 11:59 (EQ) Seda Demir | Widzów: 45 Sędzia główny: Jacqueline Spresser |

| 16 marca 2011 | Bułgaria | 0:7 | Hiszpania | Zimowy Pałac Sportu, Sofia |

| Szczegóły      | Szczegóły | Szczegóły       | Szczegóły | Szczegóły                                 |
| -------------- | --------- | --------------- | --- | ----------------------------------------- |
| Godzina: 17:00 |           | (0:1, 0:3, 0:3) | 19:46 (EQ) María Gurrea 20:19 (PP) Vanessa Abrisqueta 24:05 (SH) Andrea Peralta 36:12 (EQ) María Gurrea 41:01 (EQ) María Gurrea 47:04 (EQ) Ainhoa Merino 48:38 (EQ) Alba Calero | Widzów: 1150 Sędzia główny: Jerilyn Glenn |

| 18 marca 2011 | Hiszpania | 4:5 pd. | Polska | Zimowy Pałac Sportu, Sofia |

| Szczegóły      | Szczegóły                                                                                              | Szczegóły            | Szczegóły | Szczegóły                                |
| -------------- | --- | -------------------- | --- | ---------------------------------------- |
| Godzina: 13:30 | María Gurrea (EQ) 05:39 Vanessa Abrisqueta (EQ) 08:26 Ainhoa Merino (EQ) 18:15 María Gurrea (PP) 27:02 | (3:1, 1:3, 0:0, 0:1) | 01:48 (EQ) Katarzyna Frąckowiak 24:53 (EQ) Sylwia Bielas 25:35 (EQ) Aleksandra Berecka 31:17 (EQ) Karolina Późniewska 61:28 (PP) Karolina Późniewska | Widzów: 325 Sędzia główny: Jerilyn Glenn |

| 18 marca 2011 | Irlandia | 0:3 | Bułgaria | Zimowy Pałac Sportu, Sofia |

| Szczegóły      | Szczegóły | Szczegóły       | Szczegóły                                                                     | Szczegóły                                   |
| -------------- | --------- | --------------- | ----------------------------------------------------------------------------- | ------------------------------------------- |
| Godzina: 17:00 |           | (0:2, 0:1, 0:0) | 06:38 (EQ) Amalija Kolewa 19:27 (EQ) Mirela Kolewa 37:18 (EQ) Tina Lisiczkowa | Widzów: 1250 Sędzia główny: Mária Zemiaková |

| 19 marca 2011 | Hiszpania | 14:0 | Irlandia | Zimowy Pałac Sportu, Sofia |

| Szczegóły      | Szczegóły | Szczegóły       | Szczegóły | Szczegóły                                  |
| -------------- | --- | --------------- | --------- | ------------------------------------------ |
| Godzina: 13:30 | Vanessa Abrisqueta (PP) 02:39 Leticia Abrisqueta (EQ) 03:58 Alba Calero 04:41 (EQ) Vanessa Abrisqueta (EQ) 07:26 María Gurrea (PP) 12:14 Ainhoa Merino (EQ) 14:58 Ainhoa Merino (EQ) 18:58 Vanessa Abrisqueta (EQ) 19:48 Alejandra Rodríguez (EQ) 27:01 Lucía Ruiz (EQ) 27:28 Lorena Ortuño (EQ) 27:38 Ana Ucedo (EQ) 37:50 Julia Fouz (EQ) 55:45 Alicia González (EQ) 57:14 | (8:0, 4:0, 2:0) |           | Widzów: 125 Sędzia główny: Mária Zemiaková |

| 19 marca 2011 | Turcja | 0:14 | Polska | Zimowy Pałac Sportu, Sofia |

| Szczegóły      | Szczegóły | Szczegóły       | Szczegóły | Szczegóły                                |
| -------------- | --------- | --------------- | --- | ---------------------------------------- |
| Godzina: 17:00 |           | (0:4, 0:5, 0:5) | 00:39 (EQ) Agnieszka Grzymiesławska 05:26 (PP) Marta Bigos 08:30 (EQ) Karolina Późniewska 10:20 (EQ) Magdalena Czaplik 10:58 (EQ) Ewelina Czarnecka 28:18 (EQ) Aleksandra Berecka 29:09 (EQ) Małgorzata Gałuszka 30:43 (EQ) Marta Bigos 31:24 (EQ) Ewelina Czarnecka 39:18 (SH) Katarzyna Frąckowiak 33:11 (EQ) Magdalena Czaplik 33:22 (PP) Agnieszka Pióro 38:33 (PP) Katarzyna Frąckowiak 49:18 (EQ) Ewelina Czarnecka 52:47 (EQ) Joanna Detmer | Widzów: 540 Sędzia główny: Jerilyn Glenn |